# Borgia (Pferd)
Borgia (* 4. April 1994; † 29. März 2012) war ein Englisches Vollblutpferd, das 1997 das Deutsche Derby und 1999 die Hong Kong Vase gewann.

## Abstammung
Borgia war bisher das einzige Galopprennpferd aus deutscher Zucht dessen beide Eltern am weltwichtigsten Rennen, dem »Prix de l’Arc de Triomphe« teilgenommen haben. Ihr Vater Acatenango wurde 1986 Siebter, ihre Mutter Britannia 1989 Neunte.

## Rennlaufbahn
Sie war die zweite und bisher letzte Stute, die nach dem Zweiten Weltkrieg das »Deutsche Derby« in Hamburg-Horn gewann. Dieser Derbysieg hatte auch maßgeblichen Anteil an ihrer Wahl zum Galopper des Jahres 1997.
Dass dieser Derbysieg kein Zufall war, zeigte Borgia anschließend auf internationalem Parkett durch einen Sieg im »Großen Preis von Baden«. Zudem steigerte sie das Ergebnis ihrer beiden Eltern durch einen dritten Platz im »Prix de l’Arc de Triomphe«. Vier- und fünfjährig gelangen ihr weitere vordere Platzierungen in Gruppenrennen in Frankreich, USA und Asien. Zum Abschluss ihrer für eine deutsche Spitzenstute ungewöhnlich langen und anstrengenden Rennlaufbahn gewann sie noch die »Hong Kong Vase« (Gruppe-I).
Borgia wurde zwei- und dreijährig von Bruno Schütz in Köln trainiert, danach für kurze Zeit von dessen Sohn Andreas, wechselte aber im Laufe ihrer Vierjährigensaison zu André Fabre nach Paris.

## Zuchtlaufbahn
Nach ihrer Rennkarriere ging sie 2000 in die Zucht ihres Besitzers Gestüt Ammerland. Sie wurde wiederholt mit dem europäischen Spitzenvererber Sadler’s Wells verpaart, ihre Nachkommen konnten aber nicht an ihre großen Erfolge anknüpfen. Ihr bester Nachkomme ist wohl ihr 2010 geborener Sohn Bermuda Reef, der 2014 einen Listen – und einen Gruppe III Sieg über 2000 m erringen konnte. Ihre Tochter Born Wild, die auf der Rennbahn nur bescheidene Leistungen zeigte, erwies sich in der Zucht als eine Perle.
Ende März 2012, im Alter von 18 Jahren, wurde Borgia aufgrund einer schweren Kolik eingeschläfert. Ihr letztes Fohlen wurde nach ihrem Tod von einer Ammenstute aufgezogen.